# Campsurus dallasi
Campsurus dallasi is een haft uit de familie Polymitarcyidae. De wetenschappelijke naam van de soort is voor het eerst geldig gepubliceerd in 1927 door Navás.
De soort komt voor in het Neotropisch gebied.